# Johanna Ingelfinger

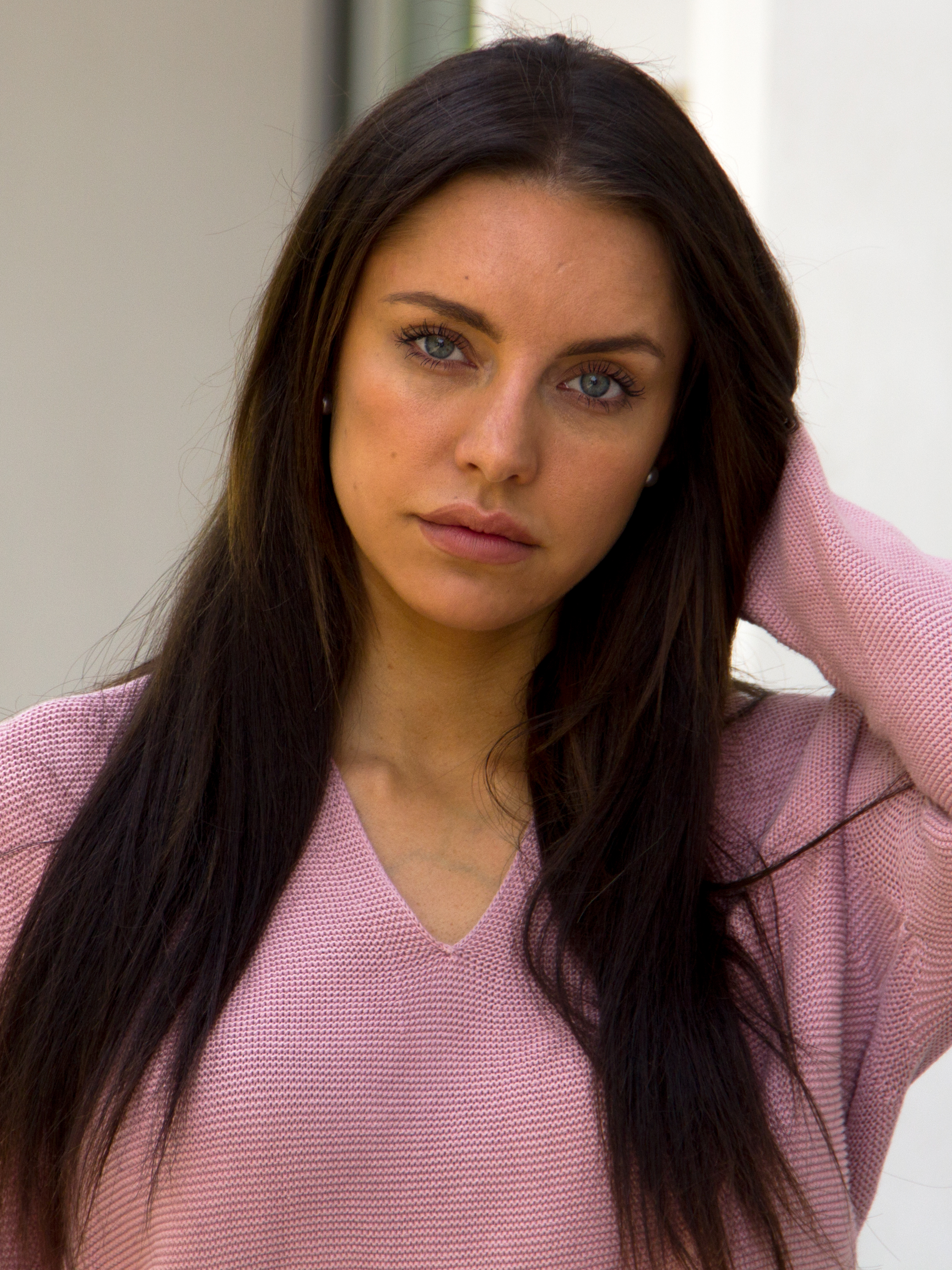
Johanna Ingelfinger (2019)

Johanna Ingelfinger (* 26. Februar 1994 in Berlin) ist eine deutsche Schauspielerin.

## Leben
Johanna Ingelfinger absolvierte von 2007 bis 2009 ein Schauspieltraining an der Jugendkunstschule Pankow. Nach ihrem Kameradebüt 2009 in dem Kinofilm Blissestraße hat sie in verschiedenen Film- und Fernsehproduktionen mitgewirkt, so unter anderem in den Serien In aller Freundschaft, Letzte Spur Berlin oder der Tatort-Episode Dinge, die noch zu tun sind. Weiter spielte Ingelfinger in Musikvideos und arbeitet als Voice-over in Dokumentarfilmen.
Johanna Ingelfinger lebt in Berlin und ist Mutter eines Sohnes (* 2013).

## Auszeichnungen
- 2018: Studio Hamburg Nachwuchspreis – Auszeichnung als beste Nachwuchsdarstellerin für ihre Rolle als Manu Essmann in Das Verschwinden[1]

## Filmografie
- 2009: Blissestraße
- 2011: In aller Freundschaft – Trügerischer Friede (Folge 514)
- 2012: Pasta für zwei (Kurzfilm)
- 2012: Tatort – Dinge, die noch zu tun sind
- 2013: Was kostet ein Lied? (Kurzfilm)
- 2014: Letzte Spur Berlin – Ausgeträumt
- 2016: Morden im Norden – Gestrandet
- 2017: Die Eifelpraxis – Eine Dosis Leben
- 2017: Das Verschwinden  (Fernsehserie, 4 Folgen)
- 2018: Die Bergretter – Entführt (Fernsehreihe, Staffel 10, Folge 7)
- 2018: Morden im Norden – Der Tod ist nicht das Ende
- 2018: SOKO Leipzig – Nein heißt nein
- 2018: SOKO Potsdam – Das Geständnis
- 2019: Frühling – Das verlorene Mädchen
- 2019: Notruf Hafenkante – Auf der Straße
- 2019: Löwenzahn – Weltall
- 2019: Ein starkes Team – Tödliche Seilschaften
- 2019: Meiberger – Im Kopf des Täters – Die schwarze Witwe
- 2019: Der Weihnachtsgrummel (Miniserie)
- 2020: Faking Bullshit
- 2020: München Mord: Was vom Leben übrig bleibt
- 2020: Der Alte – Funkstille
- 2020: Werkstatthelden mit Herz (Fernsehfilm)
- 2020: Betonrausch
- 2020: SOKO Wismar – Trittbrettfahrer
- 2021: SOKO Stuttgart – Der tote Graf
- 2021: Notruf Hafenkante – Spurlos
- 2021: Wild Republic – Marvin & Jessica
- 2022: SOKO Köln – Die Perle
- 2023: Wilsberg – Folge mir